# Discografia de Hayley Kiyoko
A discografia de Hayley Kiyoko, uma cantora e compositora norte-americana consiste em um álbum de estúdio, quatro extended plays (EPs), dez singles e 14 videoclipes.
O primeiro EP de Kiyoko, A Belle to Remember, foi lançado em março de 2013. Seu segundo EP, This Side of Paradise, foi lançado em fevereiro de 2015 e gerou três singles: "This Side of Paradise", "Girls Like Girls" e "Cliff's Edge". Em 2016, ela lançou os singles "Gravel to Tempo", e "One Bad Night", incluídos no EP Citrine, que foi lançado no final daquele ano. Em 2017, dois novos singles, intitulados "Sleepover" e "Feelings", foram lançados. Estes foram incluídos, juntamente com o single "Curious" no álbum de estreia de Kiyoko, Expectations, lançado em 30 de março de 2018.

## Álbuns

### Álbuns de estúdio
| Álbum        | Detalhes do álbum | Melhores posições nas tabelas | Melhores posições nas tabelas | Melhores posições nas tabelas | Melhores posições nas tabelas | Melhores posições nas tabelas | Melhores posições nas tabelas |
| Álbum        | Detalhes do álbum | EUA                           | AUS                           | CAN                           | IRL                           | NZL                           | UK                            |
| ------------ | --- | ----------------------------- | ----------------------------- | ----------------------------- | ----------------------------- | ----------------------------- | ----------------------------- |
| Expectations | - Lançamento: 30 de março de 2018 - Formato(s): CD, download digital, streaming, vinil - Gravadora(s): Empire, Atlantic | 12                            | 20                            | 16                            | 23                            | 25                            | 24                            |

## Extended plays(EPs)
| EP                              | Detalhes do EP | Melhores posições nas tabelas | Melhores posições nas tabelas |
| EP                              | Detalhes do EP | EUA Heat                      | NZL Heat.                     |
| ------------------------------- | --- | ----------------------------- | ----------------------------- |
| A Belle to Remember             | - Lançamento: 12 de março de 2013 - Formato(s): Download digital, streaming - Gravadora: Independente, Dollylama         | —                             | —                             |
| This Side of Paradise           | - Lançamento: 3 de fevereiro de 2015 - Formato(s): CD, download digital, streaming - Gravadora: Independente, Steel Wool | —                             | —                             |
| Citrine                         | - Lançamento: 30 de setembro de 2016 - Formato(s): CD, download digital, streaming - Gravadora: Empire, Atlantic         | 4                             | 6                             |
| I'm Too Sensitive for This Shit | - Lançamento: 14 de janeiro de 2020 - Formato(s): Download digital, streaming, vinil - Gravadora: Empire, Atlantic       | —                             | —                             |

## Singles

### Como artista principal
| 2013                                                                          | "A Belle to Remember"                | —  | —  | — | — | —  | A Belle to Remember             |
| 2014                                                                          | "Rich Youth"                         | —  | —  | — | — | —  | A Belle to Remember             |
| 2014                                                                          | "This Side of Paradise"              | —  | —  | — | — | —  | This Side of Paradise           |
| 2015                                                                          | "Girls Like Girls"                   | —  | —  | — | — | —  | This Side of Paradise           |
| 2015                                                                          | "Cliff's Edge"                       | —  | —  | — | — | —  | This Side of Paradise           |
| 2016                                                                          | "Gravel to Tempo"                    | —  | —  | — | — | —  | Citrine                         |
| 2016                                                                          | "One Bad Night"                      | —  | —  | — | — | —  | Citrine                         |
| 2017                                                                          | "Sleepover"                          | —  | —  | — | — | —  | Expectations                    |
| 2017                                                                          | "Feelings"                           | —  | —  | — | — | —  | Expectations                    |
| 2018                                                                          | "Curious"                            | 37 | 40 | — | — | —  | Expectations                    |
| 2018                                                                          | "What I Need" (com part. de Kehlani) | —  | —  | — | 8 | —  | Expectations                    |
| 2019                                                                          | "I Wish"                             | —  | —  | — | — | 20 | I'm Too Sensitive For This Shit |
| 2019                                                                          | "Demons"                             | —  | —  | — | — | 38 | I'm Too Sensitive For This Shit |
| 2019                                                                          | "L.O.V.E. Me"                        | —  | —  | — | — | —  | I'm Too Sensitive For This Shit |
| 2019                                                                          | "Runaway"                            | —  | —  | — | — | —  | I'm Too Sensitive For This Shit |
| 2020                                                                          | "She"                                | —  | —  | — | — | —  | I'm Too Sensitive For This Shit |
| "—" denotas canções que não entraram nas tabelas ou não foi lançadas no país. |                                      |    |    |   |   |    |                                 |